# Hansen, Schou & Weller

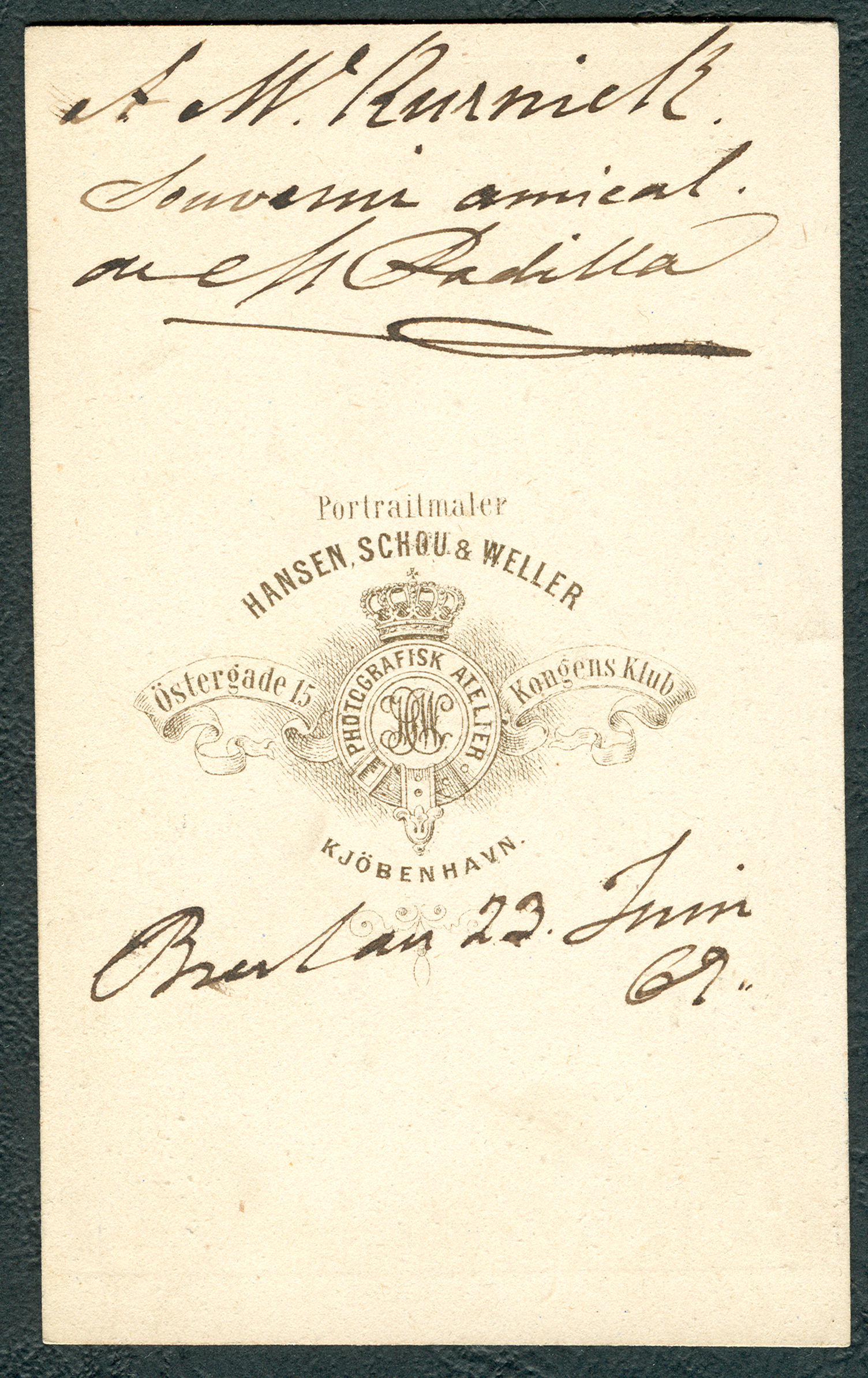
Rückseite einer Carte de Visite der Firma, mit Aufdruck der Inhaber und der Adresse. Handschriftlich eine Widmung des Sängers Mariano Padilla für den Kritiker Max Kurnik.

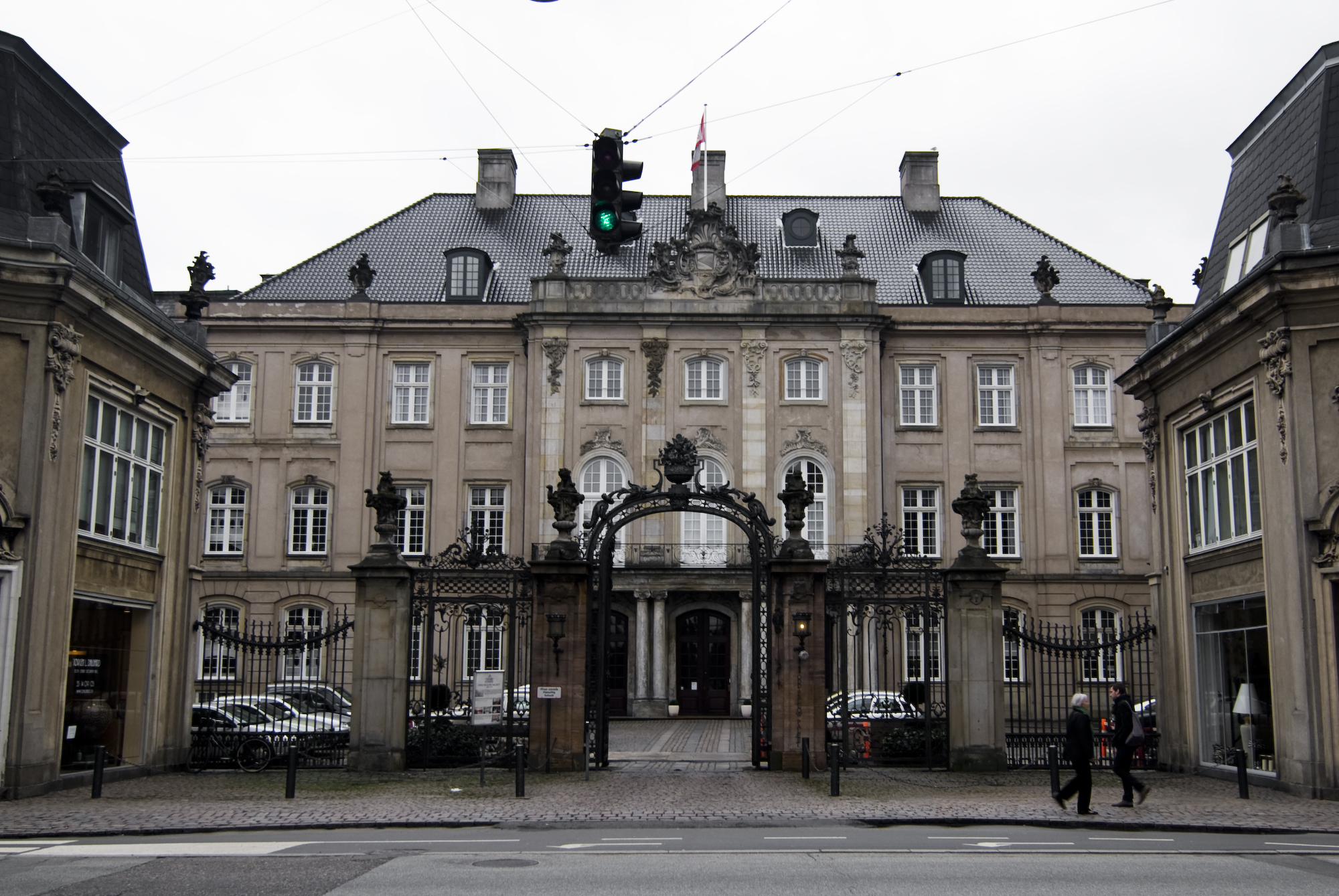
Berkentinsches Palais in Kopenhagen, Sitz des Ateliers seit 1885

Hansen, Schou & Weller war der Name eines Photo-Ateliers in Kopenhagen. In den letzten Jahrzehnten des 19. Jahrhunderts ließen sich dort viele Prominente porträtieren.

## Geschichte
Der Porträtmaler Niels Christian Hansen, sein Bruder Georg Emil Hansen und der Leutnant und Kaufmann Albert Schou gründeten das Atelier am 1. Dezember 1867. Es trug zunächst den Namen Hansen & Schou. Der aus Deutschland stammende Clemens Weller wurde am 30. September 1869 ihr Geschäftspartner, war jedoch schon vorher als Fotograf tätig. Ursprünglich Buchbinder, hatte er das Fotografenhandwerk bei Georg Emil Hansen gelernt.
Am 14. April 1869 wurde Hansen, Schou & Weller königlicher Hoflieferant. 1872 beteiligte sich das Unternehmen an der Nordischen Industrie- und Kunstausstellung in Kopenhagen. In späteren Jahren hieß das Studio nur noch Hansen & Weller. Bis 1885 hatte das Studio seine Adresse in der Østergade 15, danach zog es ins ehemalige Berkentinsche Palais (Palais Schimmelmann), Bredgade 28. Clemens Weller war schließlich alleiniger Inhaber. Er fotografierte hauptsächlich Adlige und Berühmtheiten. Nach seinem Tod hinterließ er rund 360.000 sorgfältig verpackte Fotoplatten.
Viele der Porträtaufnahmen befinden sich heute in der Dänischen Königlichen Bibliothek in Kopenhagen, weitere im Bildarchiv der ETH Zürich, in der Royal Collection und der National Portrait Gallery in London.

## Bilder von Hansen, Schou & Weller

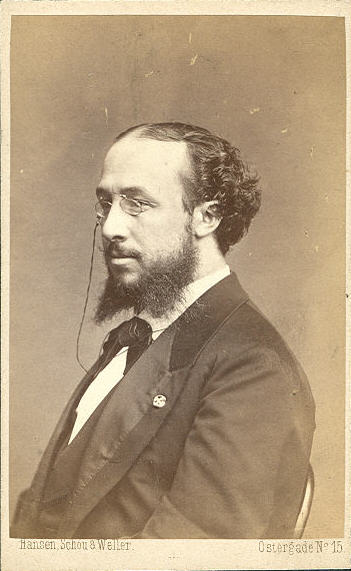
Der Opernsänger Mariano Padilla
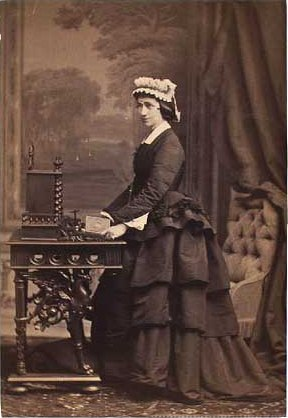
Die Schauspielerin Johanne Luise Heiberg

## Bilder von Hansen & Weller

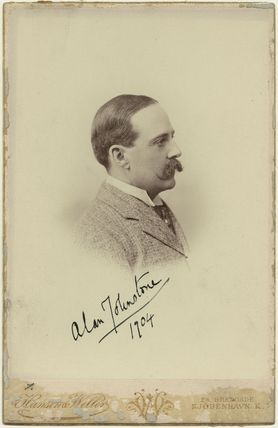
Der Diplomat Alan Vanden-Bempde-Johnstone
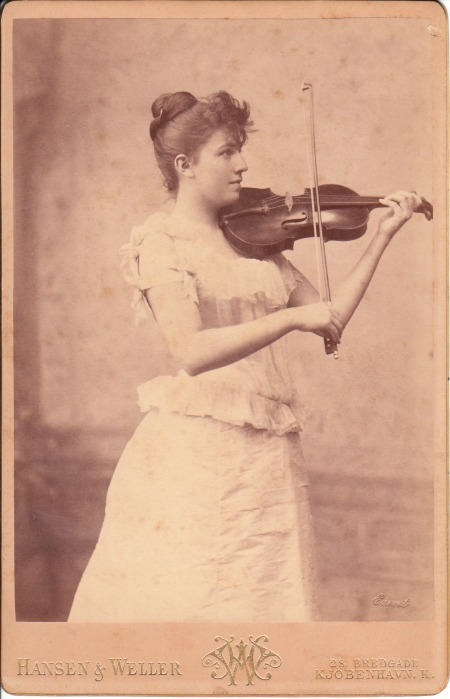
Ungenannte Violinistin
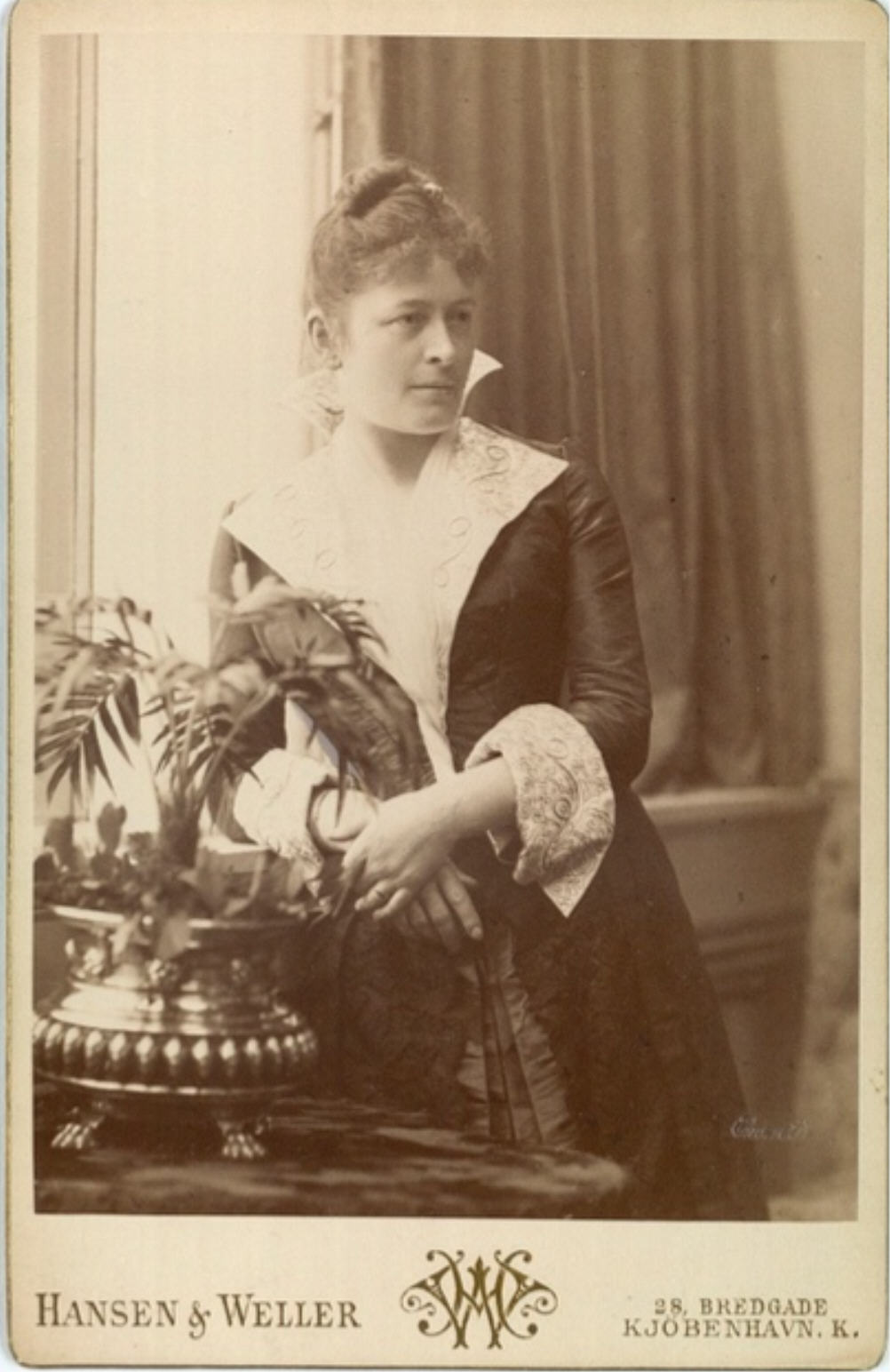
Die Malerin Bertha Wegmann
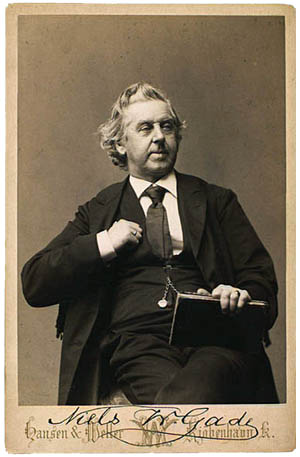
Der Komponist Niels Wilhelm Gade